# Would You Love a Monsterman?
Would You Love a Monsterman? este un cântec al trupei Lordi.

## Lista cântecelor
1. "Would You Love a Monsterman?" (3:04)
2. "Biomechanic Man" (3:23)
3. "Would You Love a Monsterman?" (radio edit) (3:04)